# Daniel (football, 1970)
Pour les articles homonymes, voir Daniel.
Daniel Conceição Silva, plus communément appelé Daniel, est un footballeur brésilien né le 10 octobre 1970.